# Digestion (méthode d'extraction)
Pour les articles homonymes, voir Digestion (homonymie).
La digestion est une macération à chaud. L'échantillon qui doit subir une extraction est mis durant une durée plus ou moins longue dans un liquide chauffé à une température inférieure à celle de sa température d'ébullition.
La digestion est utilisée surtout en industrie pharmaceutique et en parfumerie.